# Asesino
Asesino (Асесіно) — метал-гурт, що виник у Лос-Анджелесі, суміжний проєкт гітариста Fear Factory Діно Касареса. До складу гурту входили учасники таких колективів як Brujeria, Fear Factory, Sepultura, Sadistic Intent та Static-X. На разі гурт має в активі два альбоми, а вихід третього заплановано на 2012 рік.
Asesino іноді грає живі кавери на Slayer, найбільш відомі — це Angel of Death та Raining Blood (цікаво, що «asesino» іспанською означає вбивця, як і slayer англійською). Так само як і в Brujeria, всі пісні гурту є іспаномовними й стосуються таких тем як смерть, насилля та збочення. Діно Касарес описав колектив як «нову Brujeria». Крім того, Asesino часто роблять сатиричні коментарі під час виступу та під час виконання пісень Brujeria, змінюючи первинні тексти пісень.

## Учасники
- Asesino (Діно Касарес) — гітара.
- Maldito X (Тоні Кампос) — бас-гітара, спів.
- Sadístico (Емільйо Маркес) — ударні.

Колишні учасники
- Раймонд Еррера — ударні (на альбомі Corridos de Muerte)

## Дискографія
- Corridos de Muerte (2002)
- Cristo Satánico (2006)
- La Segunda Venida (2012)